# 維克托鎮區 (明尼蘇達州賴特縣)
維克托鎮區（英語：Victor Township）是位於美國明尼蘇達州賴特縣的一個行政鎮區。

## 地方資料
維克托鎮區的面積為88.48平方千米，當中陸地面積為83.51平方千米，而水域面積為4.97平方千米。根據2020年美國人口普查的數據，當地共有人口1053人，而人口密度為每平方千米11.9人。